# 毛沢東暗殺陰謀事件
毛沢東暗殺陰謀事件（もうたくとうあんさついんぼうじけん）とは、中華人民共和国の毛沢東共産党主席を暗殺しようとする陰謀があったとされる事件。この事件では日本人とイタリア人が有罪となり処刑されたが、冤罪との指摘もある。

## 事件の概要
中華人民共和国当局は1950年9月28日、3日後の10月1日に天安門広場で開催される国慶節（中華人民共和国建国記念日）の式典で毛沢東ら中国共産党政府首脳を迫撃砲で暗殺しようとする陰謀があったとして、北京市在住の日本人の山口隆一（当時47歳）と、イタリア人のアントニオ・リヴァ（当時56歳）ら7人を逮捕した。
中華人民共和国当局によれば、リヴァはアメリカ合衆国のスパイ工作に従事しており、山口も関係していたという。この陰謀は当局が未然に「検挙」したことで実行はされなかったが、「天安門広場から迫撃砲を撃ち天安門の楼上にいる中国共産党指導部を暗殺する」ものであったという。
逮捕された2人は、軍事裁判を経て1951年8月17日に北京の天橋刑場で処刑された。日本国外で起こった刑事事件で有罪になり死刑を執行された日本人死刑囚としては第二次世界大戦後初めての事例であり、2010年に中華人民共和国で麻薬密輸罪で有罪になった日本人4人に死刑が執行されるまでは、唯一の事例であった。

## 死刑になった人物の経歴
山口は京都大学卒業後、宮内省に勤務して1938年に中華民国に渡り華北航空総公会に入社、1946年から中華民国外交部の国際問題研究所に勤務していたが1948年11月に離職し、事件当時は日中貿易に従事していた。妻は四王天延孝陸軍中将の長女であった。
リヴァは上海生まれで、イタリア空軍学校を卒業し中華民国国軍航空隊の飛行指導をしたほか、日中戦争中には日本陸軍の特務機関のもとで活動し、事件当時は貿易事業に従事していた。2人について中華人民共和国当局は、「両人ともスパイ活動をおこない、毛沢東らを暗殺する陰謀を企んでいた」と主張した。

## 疑問点
山口の妻は1951年6月に帰国し夫の潔白を主張したが、9月に日本と中華民国政府との間で「日華平和条約」が締結され、日本と中華人民共和国が断交状態となり、事件のことは忘れられる事になった。
しかし、中華人民共和国当局からの発表には、以下のような疑問点があり、実際には中華人民共和国当局によるフレームアップ（捏造）の可能性があるという。山口夫人は朝日新聞1951年8月25日付けの紙面に掲載された『「毛沢東暗殺計画」の真相気違いじみた「芝居」山口氏夫人の手記』において、事件の真相は「中共による濡れ衣」であったと指摘している。
- 暗殺に使おうとした迫撃砲は、旧式の古物で廃品同然であったという。もともとリヴァが1930年代に蔣介石に売り込んだ見本であり、実際は機関銃で作動しなかった。またリヴァの家から押収されたときには部品の一部が欠落しており、足らない部分はローマ法王庁使節官の司祭邸[2]のガラクタ置場から見つかった。

- 山口の自宅から押収したスケッチには、天安門の門上に一本の放物線が描かれており、これを中華人民共和国当局は「砲撃の軌道」とした。しかしこのスケッチは、北京の消防署が日本から購入した消防ポンプ車の放水の様子を書いたものだという。山口は中華人民共和国の工業化のために日本から工業製品を輸入していた。

- そもそも、大群衆がいる広場から迫撃砲を使用する陰謀は不可能であることから、そのような計画を立てるはずはない。

- 中華人民共和国当局が「首謀者」とするアメリカ軍人は1950年2月には北京を去っている上、リヴァと山口の関係は自宅は隣同士であっただけで、近所付き合いしていたが、それも1950年5月ごろ以降はほとんど行き来がなかった。

- そのような2人が必死の危険な暗殺計画に加担するはずもなく、山口夫人は「軽率な気ちがいじみたことを山口は一番きらいなのであった」という。

なお、2004年2月19日付の『南方週末』によると、周恩来は「天安門砲撃事件は、全くの間違いだった」と語っていたという。また、趙明(元中国公安部副部長)は、香港の文化芸術出版社から出版された『刺毛陰謀――建国以来最重大国際間諜行刺案内幕全解密』(2011年6月)という書籍の中で、「当時の北京では、謀略事件を捏造するのは簡単だった」、「山口がいなくても、われわれは同じような人間を必ず探すことはできた。われわれは絶対に米国人に罪を着せなければならなかったのだ。これは当時、必要なことだった。」などと述べている。